# Kuifje en de Thermozero
Kuifje en de Thermozero (Tintin et le Thermozéro) is een onafgemaakt verhaal uit de stripreeks Kuifje van de Belgische tekenaar Hergé (1907-1983). Hergé werkte eraan rond 1960.

## Geschiedenis
In 1958 waren Hergé en zijn team bezig met het afronden van Cokes in voorraad. Ondertussen dacht Hergé alweer aan een volgend Kuifje-avontuur. Hij overwoog onder meer een verhaal waarin de verschrikkelijke sneeuwman uit Tibet een rol speelde (dit werd uiteindelijk Kuifje in Tibet).
Voor nu voelde Hergé het meeste voor een spionageverhaal. Hij werd geïnspireerd door de zaak van Burgess en MacLean, die in 1951 in de krant was verschenen. Het Kuifje-avontuur dat Hergé voor ogen had zou gaan over een kistje met gevaarlijke radioactieve pillen en een verdwijning van een Britse geleerde. Dit verhaal noemde hij voorlopig Les Pilules (De Pillen). Hergé werkte vele versies uit waarbij genummerde blaadjes zich opstapelden, maar hij begon toch meer te voelen voor het verhaal over Tibet.
In 1959 was Kuifje in Tibet afgerond. Hergé had op dat moment een burn-out en kon maar geen nieuw verhaal bedenken. Hij keerde terug naar het verhaal van de pillen. Hergé overwoog het verhaal La boîte de Pandore (De doos van Pandora) te noemen. Hij had heel veel notities en schetsen, maar ondanks dat kreeg hij het niet voor elkaar er een verhaal van te maken.
Hergé ging in gesprek met Michel Régnier, beter bekend als Greg. Hergé vroeg aan Greg of hij, als striptekenaar en scenarioschrijver, kon helpen een verhaal in elkaar te zetten met de elementen van Hergés notities. In 1960 kreeg Hergé een opzetje terug. Dit verhaal omvatte een internationaal misdaadkartel, een stil explosief en een achtervolging door Europa eindigend in Berlijn. Later is ervoor gekozen om de radioactieve pillen te vervangen. Greg bedacht een superkoude substantie die een temperatuur had beneden het absolute nulpunt (−273°C). Greg noemde deze substantie "Zero Heater"; Hergé veranderde dit in "Thermozéro".
Hergé paste Gregs script aan zodat het meer ‘Kuifje-esk’ werd, en begon toen met schetsen. De eerste 7 bladzijden werden door Hergé uitgewerkt tot volwaardige schetsen. Toen Serafijn Lampion ten tonele verscheen, begon Hergé echter zijn interesse in De Thermozero te verliezen. Het voelde voor hem niet goed om te werken aan een verhaal dat niet zijn eigen was. Hij kreeg wel inspiratie voor een ander verhaal dat draaide om een juwelenroof: De juwelen van Bianca Castafiore.
De Thermozero zou zodoende nooit afgemaakt worden. Het verhaal bestaat nu enkel in de vorm van losse scripts, notities en schetsen.

## Verhaal
Het verhaal begint op een regenachtige dag in Italië. Kuifje, kapitein Haddock en professor Zonnebloem zijn op de terugweg naar Molensloot. Zonnebloem ligt te slapen op de achterbank terwijl Kuifje op de bijrijdersstoel zit naast de mopperende kapitein.
De kapitein is nog maar net klaar met klagen over het weer wanneer hij wordt ingehaald door een snel rijdende Volkswagen Kever. Deze snijdt hen af om bij een tankstation te tanken.
De auto van Haddock raakt in de slip en ze botsen tegen een paal aan kant van de weg.
Haddock stapt woedend uit de auto en stormt naar het tankstation om tegen de bestuurder van de Kever te zeggen wat hij van hem vindt.
De bestuurder blijkt een forse Duitse man te zijn die een kop groter is dan Haddock.
Haddock voelt zich enigszins geïntimideerd en druipt af.
Even later worden ze wéér ingehaald door dezelfde Volkswagen Kever, dit keer in de binnenbocht. Een vrachtwagen komt ze tegemoet en de Duitser moet uitwijken en botst tegen een boom.
Verschillende mensen schieten te hulp, waaronder Kuifje en Haddock. Ze leggen de man op het gras en Kuifje bedekt hem met zijn lange jas.
Op dat moment rijdt er een auto voorbij. Uit de auto stappen twee Duitsers die de man schijnen te kennen. Dit laten ze niet weten aan iedereen ter plaatse. Wel dringen ze erop aan de verongelukte naar het ziekenhuis te brengen omdat de ambulance er, volgens hen, altijd veel te lang over doet. Haddock neemt het voorstel niet aan en de twee Duitse mannen begeven zich meer naar de achtergrond. De verongelukte kijkt angstig uit de ogen nadat hij de twee Duitsers zag. Zonder dat iemand het door heeft doet hij een mysterieus object (de Thermozero, vermomd als insecticide-spuitbus) in de jaszak van Kuifje.
Later stelt een Amerikaan genaamd Harry Larson (of John Hawkings volgens andere schetsen) uit Dallas ook voor de man naar het ziekenhuis te brengen. Ook dat voorstel wordt afgeslagen. Serafijn Lampion verschijnt ten tonele tot ergernis van de kapitein. De ambulance arriveert en Kuifje, Haddock en professor Zonnebloem gaan weer op reis.
Later constateert Kuifje dat hij zijn jas bij het ongeluk is vergeten. Ze rijden terug en komen in de avond aan. Ze ontdekken dat het wrak is doorzocht en dat bij iedere persoon, aanwezig bij het ongeluk, is ingebroken.
Ze gaan naar het dichtstbijzijnde ziekenhuis en vragen daar naar de status van de gewonde. De gewonde is in een coma beland. Plotseling lopen Kuifje, Haddock en professor zonnebloem de Jansens tegen het lijf. Jansen en Janssen verspreken zich over hoe de Duitser te maken heeft met een duivels wapen en een wereldwijde catastrofe.
Kuifje, Haddock en Zonnebloem reizen verder en overnachten in Zwitserland in Hotel Edelweiss in Genève.
De volgende ochtend lezen ze over een mysterieuze inbraak bij ene Harry Larson (of in andere schetsen John Hawkings) in Annecy.
Ze realiseren zich dat deze meneer ook aanwezig was bij het ongeluk en Kuifje besluit hem te bezoeken. Tot overmaat van ramp blijken Serafijn Lampion en zijn gevolg ook in het hotel te overnachten. Onderweg naar Harry Larson komt Kuifje erachter dat hij zijn jas vergeten is mee te nemen vanaf het hotel.
In het hotel besluit professor Zonnebloem dat Kuifjes jas wel eens gewassen zou mogen worden. Hij geeft de jas mee aan een kamermeisje.
Zij leegt de zakken en haalt een insecticidespray (de vermomde Thermozero) uit de jaszak en zet deze op een kastje. Ze probeert nog wat insecten ermee te besproeien, maar de spray werkt niet. Ook de hotelbediende tracht het aan de praat te krijgen, maar ook hij faalt.
Ondertussen ontmoet Kuifje Harry Larson (John Hawkings). Bij hem uit de kast verschijnen, de tot voor kort verstopte, Jansen en Janssen.
Harry Larson vertelt dat hij bij de FBI zit en dat zijn echte naam Sidnore is. Hij legt uit dat hij met een reden daar is. Uit een laboratorium is een chemisch element gestolen; een element dat geen zuurstof nodig heeft om te exploderen. De substantie heeft een temperatuur die onder het absolute nulpunt ligt (−273 °C). De naam van deze substantie: "Zero heating", of in het Frans "Thermozéro".
Sidnore vreest dat de schurken niet weten dat de Thermozero geopend moet worden in een vacuüm. Want als dat niet gebeurt, vindt er een enorme explosie plaats die wereldwijd alle luchtmoleculen in brand zet.
Eén probleem: de enige persoon die weet hoe de Thermozero gecamoufleerd is, is de verongelukte Duitser. En hij is in een coma. Kuifje denkt even na en komt snel tot de conclusie dat híj al die tijd de persoon was die de Thermozero bij zich droeg. Dat is de enige verklaring voor het feit dat de dieven de Thermozero nergens konden vinden. Kuifje, de Jansens en Sidnore keren terug naar hotel Edelweiss om Kuifjes jaszakken te doorzoeken.
Ondertussen in het hotel krijgt het kamermeisje te horen dat de wasserette de gehele dag gesloten is. Ze doet de insecticidespray weer terug in de jaszak en loopt terug naar Kuifjes kamer om de jas terug te leggen. Ze wordt verrast door een indringer die de kamer overhoop aan het halen is. De indringer rent de kamer uit en de insecticidespray valt uit Kuifjes jaszak waarna hij de trap afrolt. De indringer tracht in een Porsche te klimmen, maar de inzittende medeplichtige ziet de auto's van Kuifje en Sidnore aankomen. De medeplichtige zet de auto in de achteruit en rijdt in volle vaart weg, terwijl de indringer op de grond valt.
Terwijl Haddock en Sidnore zich ontfermen over de achtergelaten indringer, rent Kuifje naar binnen om te kijken of zijn jas er nog altijd is. Hij rent de trap op en struikelt over de insecticidespray. Hij weet niet dat dit de Thermozero bevat. Na de insecticidespray aan de kant te schoppen rent hij voor een tweede keer de trap op. Nergens in zijn kamer vindt hij een mysterieus object. Kuifjes jaszakken zijn leeg. De kamermeid huilt van schrik.
Kuifje loopt terug naar Sidnore en de Jansens.
Sidnore zegt dat hij al lang blij is dat de schurken de Thermozero niet in handen hebben gekregen. De achtergelaten schurk doet zijn verhaal en legt uit dat de verongelukte Duitser Müller heet. Deze Müller moest het Thermozeromonster transporteren en overhandigen aan de gezaghebbers van de I.s.s.a. in Berlijn.
Ondertussen ontdekken de kinderen van Lampion de insecticidespray onderaan de trap en ze spelen er buiten mee. Zich voorstellend dat het een granaat is, gooit een van de kinderen hem op de stoep. Een man raapt hem op en brengt hem langs een drogisterij in de hoop geld terug te krijgen omdat de spray niet werkt.
De drogist neemt de insecticidespray in beslag en geeft de meneer een werkende identieke spray als vergoeding.
Op hetzelfde moment is Haddock in gesprek geraakt met twee mannen in een bistro. Haddock schenkt iets te veel in en valt dronken in slaap. De twee mannen nemen hem mee in hun auto. Kuifje maakt zich ongerust omdat de Kapitein niet thuis is gekomen.
De volgende morgen ontvangt Kuifje een telegram waarin vermeld staat dat de schurken Haddock ontvoerd hebben en hem willen ruilen voor de Thermozero. Hoewel Kuifje nog altijd niet weet waar de Thermozero zich bevindt, reist hij af naar Berlijn en gaat naar de afgesproken plek: Brouwerij Günther aan de Torstraße 31.
Hij krijgt te horen dat hij de telefoon moet aannemen. Aan de telefoon vertelt een stem hem dat hij om middernacht alleen naar de Brandenburger Tor moet komen met het object.
Bij de Brandenburger Tor stapt Kuifje, met een koffertje in zijn hand, in een auto. Kuifje wordt herenigd met de kapitein en hij geeft het koffertje aan de schurken die er tot hun schrik een zendertje in vinden. De bende wordt door de politie opgerold.
Kuifje krijgt van Zonnebloem, die blijkbaar meegereisd is naar Berlijn, te horen dat hij had gevraagd of Kuifjes jas gewassen kon worden. Kuifje rent naar een telefooncel en belt hotel Edelweiss op. Aan de telefoon vertelt een hotelmedewerker dat de kamermeid met vakantie is.
Hierna reizen Kuifje, Haddock en Zonnebloem weer terug naar Zwitserland. Daar licht Kuifje de autoriteiten van de stad in. Dan komt Kuifje op het idee een radiobericht uit te laten zenden voor de kamermeid.
Ondertussen in de drogisterij heeft de drogist een afspraak met zijn vertegenwoordiger. Hij meldt deze dat een van zijn insecticidespuitbussen defect is teruggebracht. De vertegenwoordiger stelt voor de spuitbus los te schroeven om er beweging in te krijgen. Ondertussen komt de hotelbediende binnengelopen voor wat kleine boodschappen. Hij merkt op dat de twee bezig zijn met een eveneens defecte insecticidespray, niet wetend dat het exact dezelfde bus is als degene die hij en de kamermeid hadden. De hotelbediende keert weer terug naar het hotel. Het lukt de vertegenwoordiger niet de bus te openen en hij besluit hem mee te nemen voor nadere inspectie.
De telefoon gaat en een politiebureau meldt dat de kamermeid gevonden is. Ze komt aan de telefoon. Kuifje vraagt aan haar wat er in zijn jaszak zat. Terwijl ze uitlegt dat het een defecte insecticidespray was komt de hotelbediende terug van zijn boodschap en hij vertelt dat hij wéér een defecte insecticidespray zag bij de drogist.
Kuifje en de hotelbediende rennen naar de drogist en vragen naar de spuitbus. Na te horen hebben gekregen dat de insecticide net is meegenomen door de vertegenwoordiger rennen ze naar buiten en zien ze de vertegenwoordiger net een auto instappen. Kuifje en de hotelbediende springen in een taxi en achtervolgen de vertegenwoordiger. Ze halen hem in en vragen naar de insecticide. Ze krijgen de spray in handen, maar Kuifje laat hem bij ongeluk vallen. De spray rolt de straat over en wordt overreden door een truck. Er volgt geen explosie.
In het laboratorium wordt ontdekt dat de Thermozero niet werkte omdat er een ingrediënt ontbreekt.
(Of in een andere versie ontdekken ze dat het helemaal geen Thermozero bevatte.)

## Personages

### Terugkerende oude nevenpersonages
- Bianca Castafiore (stem);
- Jansen en Janssen;
- Serafijn Lampion en zijn familie;

### Nieuwe personages
- Carlo Fornara, vrachtwagenbestuurder;
- Charly, kamerbediende;
- Madame Delphine, kamermeid;
- Harry Larson (of John Hawkins), later Sidnore;
- Müller (niet te verwarren met Dokter Müller);
- Mr. Tinguely, drogist;

## Trivia
- In het Hergé-museum in Louvain-la-Neuve zijn de originele uitgewerkte schetsen van pagina 2 en 5 van Kuifje en de Thermozero te bekijken.
- Nadat het Thermozero-verhaal werd gestaakt, heeft Hergé nog geprobeerd het te verwerken in een verhaal van Jo, Suus en Jokko. Ook dit verhaal is nooit verschenen.
- Hergé heeft ook nog het idee besproken om een Kuifjetekenfilm te maken over de Thermozero. Ook dit is nooit van de grond gekomen.[bron?]